# Delmar (Maryland)
Delmar é uma cidade  localizada no estado americano de Maryland, no Condado de Wicomico.

## Demografia
Segundo o censo americano de 2000, a sua população era de 1859 habitantes.
Em 2006, foi estimada uma população de 2508, um aumento de 649 (34.9%).

## Geografia
De acordo com o United States Census Bureau tem uma área de
3,4 km², dos quais 3,4 km² cobertos por terra e 0,0 km² cobertos por água. Delmar localiza-se a aproximadamente 13 m acima do nível do mar.

## Localidades na vizinhança
O diagrama seguinte representa as localidades num raio de 16 km ao redor de Delmar.